# Шарипов, Ришат Мусинович
Ришат Мусинович Шарипов (1 января 1933 года — 17 июня 2004 года) — бригадир комплексной бригады Уфимского приборостроительного завода. Герой Социалистического Труда.

## Биография
Ришат Мусинович Шарипов родился 1 января 1933 г. в с. Имянликулево Чекмагушевского района БАССР. Образование — среднее.
Трудовую деятельность начал в 1958 г. после службы в рядах Советской Армии слесарем-сантехником Управления водоснабжения и санитарно-технических работ Главголодностепстроя в Средней Азии. В 1960—1966 гг. — слесарь-сборщик, с 1966 г. — регулировщик электромеханических и радиотехнических приборов и систем, бригадир комплексной бригады Уфимского приборостроительного завода.
Бригада, возглавляемая Р. М. Шариповым, в годы восьмой пятилетки (1966—1970) выполнила социалистические обязательства за 4,5 года.
Высоких производственных показателей бригада добилась и в девятой пятилетке (1971—1975). Доведенные годовые планы выполнялись на 105—110 процентов.
За выдающиеся успехи, достигнутые в выполнении плана на 1976 г. и принятых социалистических обязательств, Указом Президиума Верховного Совета СССР от 10 июня 1977 г. Р. М. Шарипову присвоено звание Героя Социалистического Труда.
До ухода на пенсию в 1993 г. работал в Уфимском приборостроительном производственном объединении регулировщиком радиоэлектронной аппаратуры и приборов.	
Победитель социалистического соревнования Министерства авиационной промышленности СССР (1977, 1978, 1980, 1988).
Умер 17 июня 2004 г.

## Награды
- Герой Социалистического Труда (1949);
- Награждён орденами Ленина (1977), Октябрьской Революции (1971), медалями.

## Память
Портрет памяти Р. М. Шарипова установлен в гале¬рее Уфимского приборостроительного производственного объединения «Трудом славен человек».
В с. Имянликулево Чекмагушевского района одна из улиц названа его именем.